# Cherianella longispina
Cherianella longispina är en stekelart som först beskrevs av Jean Risbec 1951.  Cherianella longispina ingår i släktet Cherianella och familjen Eucharitidae. Inga underarter finns listade i Catalogue of Life.